# Chamiço
Chamiço est une localité de Sao Tomé-et-Principe située au nord-ouest de l'île de Sao Tomé, à la limite du district de Lobata et de celui de Mé-Zóchi. C'est une ancienne plantation de café (roça) qui se reconvertit dans le tourisme rural.

## Histoire
Elle doit son nom à la puissante famille portugaise Chamiço : Claudina de Freitas Guimarães Chamiço, épouse du banquier Francisco de Oliveira Chamiço (pt) et elle-même à la tête d'une grande fortune, possédait notamment la roça de Monte Café qui couvrait environ 8 600 hectares en 1910 et dont Chamiço était une dépendance, située à une trentaine de kilomètres.
Relativement isolée, Chamiço s'étend sur 350 hectares. À l'âge d'or du cycle du café, la plantation en produisait des centaines de tonnes. Elle en produit à présent moins d'une tonne par an et se tourne vers le tourisme rural.
De la roça historique il ne subsiste que la maison principale et quelques sanzalas (anciens logements de travailleurs).

## Population
Lors du recensement de 2012, 3 habitants permanents y ont été dénombrés.